# Klinte Kirke
Klinte Kirke er en kirke i Klinte Sogn i Nordfyns Kommune.
- Klinte Kirke fra vest
- Klinte Kirke fra syd

- Klinte Kirke fra øst
- Klinte Kirke fra nord

## Eksterne kilder og henvisninger
- Klinte Kirke hos KortTilKirken.dk
- Klinte Kirke på danmarkskirker.natmus.dk (Danmarks Kirker, Nationalmuseet)